# Odruch Moro
Odruch Moro, inaczej zwany odruchem obejmowania – odruch  występujący w odpowiedzi na gwałtowną zmianę położenia ciała noworodka, nagły hałas, ostry dźwięk. Noworodek reaguje energicznym wyprostowaniem kończyn górnych i dolnych, wygięciem pleców w łuk i odchyleniem głowy do tyłu, po czym zaciska pięści, a odrzuconymi wcześniej na boki rękami wykonuje powolny ruch objęcia klatki piersiowej.
Nazwa odruchu pochodzi od nazwiska austriackiego pediatry Ernsta Moro, który go opisał w 1918 roku.

## Odruch Moro
Odruch ten wywoływany jest przez gwałtowną zmianę pozycji głowy dziecka, zwykle przez odgięcie głowy o 30 stopni (zmiana pozycji głowy uaktywnia pracę proprioreceptorów mięśni szyi i więzadeł kręgów szyi), lub przez nagłe opuszczenie dziecka o 20 cm, a potem podniesienie go do poprzedniego poziomu. W odpowiedzi na bodziec uaktywnia koordynację ruchów środka ciała i kończyn. Widoczne są dwie fazy ruchu:
W pierwszej fazie ruch odbywa się od centrum do peryferii ciała: dziecko najpierw otwiera środek ciała, prostując ręce i palce, bierze głęboki wdech i zatrzymuje się w tej pozycji. Podczas tej fazy niemowlę odczuwa dezorientację, gdyż jego ciało traci stabilność.
W drugiej fazie ruch odbywa się od peryferii ciała do środka: dziecko zamyka środek ciała, zgina kończyny, zaciska palce w pięści, robi wydech. (Ruch rąk i palców jest podobny do gestu obejmowania) – jest to odpowiedź na ześrodkowanie ciała i powrót do pozycji płodowej w próbie ucieczki przed bodźcem i ochrony całego organizmu.
Przy włączeniu odruchu Moro odbywa się rozdzielenie wymiaru ześrodkowania, przez rozdzielenie siły ruchu na dolne i górne partie ciała. Odruch Moro powoduje wstrzymanie oddechu jako następstwo nadmiernej aktywności i zahamowania poczucia stabilizacji i grawitacji. Na poziomie pracy mózgu następuje zablokowanie układu limbicznego (śródmózgowie) oraz przeciążenie tylnych obszarów mózgu. To z kolei włącza odruch ochrony ścięgien, który włącza drugą fazę odruchu – ruch ku środkowi i połączenie góry i dołu ciała.
Faza I
- Ręce i nogi są wyprostowane, a środek ciała otwarty
- Palce rozwarte
- Niemowlę bierze wdech

Faza II
- Ręce i nogi są ugięte w pozycji obejmowania
- Palce zaciśnięte w pięść
- Niemowlę wykonuje wydech
- Niemowlę zaczyna płakać

Pojawienie sięOdruch ten pojawia się w 28. tygodniu życia płodowego i jest widoczny przez wyprostowanie palców. W 32. tygodniu ta reakcja przejawia się w postaci wyprostowania i odwiedzenia górnych kończyn, a także rozwarcia palców. W 40. tygodniu, a dokładniej w momencie narodzin, odruch jest już dojrzały i składa się z dwóch faz (Saint-Anne Dargaisses, 1966).
Przy urodzeniuw pełni obecny
Czas trwaniaOdruch może być aktywny od urodzenia do 6. miesiąca życia.
Integracja (wygaszenie)Odruch Moro integruje się z całym układem ruchów w 3.–4. miesiącu życia niemowlęcia [inne źródło – 2.–4. miesiąc życia].

## Odruch Moro wywołują
1. nagły, niespodziewany bodziec,
2. stymulacja błędnika przez zmianę pozycji głowy (bodziec przedsionkowy),
3. hałas (bodziec słuchowy),
4. nagły ruch lub zmiana światła w polu widzenia (bodziec wzrokowy),
5. ból, zmiana temperatury albo za gwałtowne ruchy drugiej osoby (bodziec dotykowy).

## Fizyczna reakcja na odruch Moro
1. nagłe pobudzenie,
2. szybkie wdechy, chwilowe zamarcie, albo zdumienie, potem wydech, a często krzyk,
3. uaktywnienie reakcji walki lub ucieczki, która powoduje automatyczne powiadomienie współczulnego układu nerwowego w wyniku czego następuje:
  - uwolnienie adrenaliny i kortyzolu (hormonów stresu),
  - przyspieszenie oddychania, dotyczy to szczególnie górnych płatów płuc (hiperwentylacja),
  - przyspieszenie bicia serca,
  - wzrost ciśnienia krwi,
  - zaczerwienie skóry,
4. możliwe są także wybuchy płaczu[3].

## Reakcja długotrwała
Słabo rozwinięty odruch CO2 – Odruch CO2 powoduje spontaniczny wdech górną i dolną częścią płuc. Kiedy poziom CO2 we krwi nadmiernie wzrośnie, w rdzeniu przedłużonym zachodzą zmiany prowadzące do rozszerzenia się naczyń krwionośnych, tak aby dostarczyć więcej krwi do mózgu, a jednocześnie pobudzić głębokie oddychanie.
Odruch Moro to sekwencja gwałtownych ruchów w odpowiedzi na zaskakujący bodziec. Występuje nagły symetryczny ruch ramion w górę od ciała. Ramiona rozwierają się, ciało zamiera na chwilę, a następnie ramiona obejmują ciało. Odwiedzeniu ramion towarzyszy nagły wdech. Przywiedzenie ułatwia wydech. W 1918 r. Moro podkreślał, że jest to w istocie odruch „chwytania", analogiczny do tego, jaki można zaobserwować u młodych naczelnych, które instynktownie chwytają się swoich matek. Nazwał go Umklammerungsreflex, co oznacza dosłownie odruch obejmowania.
Odruch Moro jest instynktowną reakcją na zagrożenie. Niemowlę nie jest jeszcze w stanie ocenić, czy zagrożenie jest rzeczywiste, czy nie. Pień mózgu wywołuje automatyczną reakcję Moro, tak jakby włączany został włącznik alarmowy. Jest to najwcześniejsza forma reakcji ucieczki lub walki i może zostać włączona w sytuacjach wielkiego niebezpieczeństwa. Właściwie odruch ten powinien zostać wygaszony, kiedy jeszcze jest niedojrzały, tj. w wieku 2–4 miesięcy, i zostać zastąpiony przez odruch wzdrygnięcia (Straussa).
Odruch Moro pełni rolę mechanizmu przetrwania w pierwszych miesiącach życia. Ma na celu alarmować i przywoływać pomoc. Uważa się także, że ma duże znaczenie dla rozwoju mechanizmu oddychania płodu, gdyż przypomina pierwsze ruchy oddechowe w łonie matki. Według badacza Andre-Thomasa, Moro pełni rolę dynamicznego schematu ruchowego umożliwiającego dziecku otwarcie i zamknięcie środka ciała. Odruch ten ułatwia wykonanie pierwszego wdechu życia po urodzeniu i pozwala dziecku prostować ciało po 9 miesiącach spędzonych w pozycji zgięcia w łonie matki, a także otwarcie tchawicy, kiedy istnieje ryzyko uduszenia. Odruch Moro przygotowuje niemowlę do utrzymywania głowy zarówno w pozycji pionowej, jak i poziomej (podczas pierwszych dwóch miesięcy), a później pomaga wykształcić umiejętności siedzenia i stania bez pomocy.
Jeżeli odruch Moro nie zostanie wygaszony w 2–4 miesiącu życia, u dziecka utrzymują się przesadne reakcje na zaskoczenie, które mogą powodować stałą nadwrażliwość jednego z kanałów sensorycznych i tym samym przesadzone reakcje na niektóre bodźce. Nagły hałas, światło, ruch lub zmiana pozycji czy równowagi mogą wywołać odruch w niespodziewanych momentach, tak więc dziecko jest cały czas w pogotowiu i ma podwyższony stan świadomości. Dziecko z przetrwałym odruchem Moro jest cały czas na granicy walki lub ucieczki. Nie może wyjść z błędnego koła: odruch pobudza wydzielanie adrenaliny i kortyzolu – hormonów stresu. Te same hormony powodują wzrost wrażliwości na bodźce i natężenia reakcji, a więc taki sposób reagowania staje się czymś naturalnym. Takie dziecko może wykazywać sprzeczne zachowania: z jednej strony jest wrażliwe, otwarte i twórcze, a z drugiej niedojrzałe i skłonne do przesadzonych reakcji. Sposób zachowania może być dwojaki, albo jest dzieckiem bojaźliwym, które wycofuje się z różnych sytuacji, ma trudności z nawiązywaniem kontaktów, trudno mu przyjmować i okazywać uczucia, albo może stać się dzieckiem nadmiernie aktywnym i agresywnym, które łatwo popada w podniecenie, nie potrafi odczytywać mowy ciała innych osób i ma potrzebę okazywania swojej dominacji. W przypadku obu typów zachowań dziecko będzie miało tendencję do manipulowania innymi, jako że poszukuje strategii pozwalających odzyskać kontrolę nad własnymi reakcjami emocjonalnymi.
Wydzielanie adrenaliny i kortyzolu to dwa główne mechanizmy, jakimi dysponuje ciało przeciwko alergenom i infekcjom. Jeżeli jednak są one używane stale i stanowią „motyw przewodni", nie pełnią już swojej podstawowej funkcji. Upośledzona zostaje odporność, a także reakcje na potencjalne alergeny. Takie dziecko może łapać każde przeziębienie i wykazywać nadwrażliwość na leki. Dziecko może także wykazywać nadwrażliwość na niektóre pokarmy czy konserwanty, co z kolei wpływa na zachowanie i koncentrację. Jego organizm będzie także szybciej spalać cukier obecny we krwi, co powoduje zmiany w nastroju i zachowaniu.
Dziecko z przetrwałym odruchem Moro doświadcza świata jako pełnego jaskrawych, głośnych i drażniących bodźców. Oczy są skierowane w kierunku zmiany światła w polu widzenia. Uszy odbierają zbyt wiele informacji słuchowych. Nie potrafi odrzucić ani pominąć zbędnych bodźców, czuje się więc przeciążone. Jego percepcja jest ograniczona przez nadmiar bodźców.
Jak stwierdził Arnheim (1969) "Kiedy umysł odbiera jednocześnie zbyt wiele wrażeń pochodzących z różnych źródeł, a nie przyswoił ich osobno, wrażenia te będą się zlewały w jedno."
Niezintegrowanie tego odruchu lub związane z nim traumatyczne przeżycia mogą doprowadzić do kierowania się schematem przetrwania w odpowiedzi na nowe, stresowe sytuacje (związane z lękiem przed nową informacją i nowymi okolicznościami życiowymi). Człowiek z nie zintegrowanym odruchem Moro może być nadmiernie wrażliwy, skłonny do tworzenia fantastycznych obrazów i rojeń ("ucieczka w marzenia"). Jego schematy zachowań i związki z innymi mogą mieć irracjonalny charakter i być całkowicie zależne od stanu emocjonalnego.
Aktywność tego odruchu może stale stymulować nadmierną pracę nadnerczy, co może negatywnie odbijać się na układzie immunologicznym, prowadzić do powstawania alergii, nawracających infekcji, osłabiać nadnercza, co z kolei może powodować utratę energii życiowej.
Opóźniony rozwój Moro może negatywnie wpłynąć na zdolność uczenia się i rozwój twórczego myślenia.
Moro stanowi także podstawę rozwoju odruchu obrony ścięgien, który z kolei jest bardzo ważny dla rozwoju wymiaru skupienia.
Prawidłowy rozwój tego typu odruchu prowadzi do włączenia, a czasem reaktywacji mechanizmu integracji myśli i ruchu, tj. organizacji umysłu i ciała. Na poziomie osobowości przejawia się on w zdolnościach organizacyjnych.
Ponieważ odruch Moro stanowi podstawę odruchu obrony ścięgien, a także Pereza, pełni on ważną rolę w kształtowaniu się wymiaru skupienia odpowiedzialnego za koncentrację i zorganizowanie.
Zbyt często włączany odruch Moro powoduje dezorientację, upośledza umiejętności przystosowawcze, a później problemy z podejmowaniem decyzji, poczucie wewnętrznego oporu, opóźnianie procesu podejmowania decyzji, a także poczucie bezradności.
Jednocześnie Moro jest ważny dla rozwoju odpowiednich reakcji obronnych typu "ucieczki w siebie", "zwijania się w kokon". W momentach krytycznych może powodować u dziecka uczucie strachu, aż po fobię, nadmierną pobudliwość i aktywność ruchową.
Odruch może być oceniany jako reakcja układu współczulnego i wywołuje "burzę współczulną" (hiperaktywizacji). Jeżeli odruch utrzymuje się po 4 miesiącach życia, pozostaje niezintegrowany przez 3–4 miesiące, wówczas nabiera on charakteru automatycznej i niekontrolowanej reakcji na bodziec zewnętrzny. W takiej sytuacji nawet neutralny bodziec może wywołać ten odruch, aktywizując tym samym tylne obszary mózgu i tłumiąc działanie przednich partii mózgu.
W pierwszych 2–4 miesiącach życia, kiedy to odruch Moro jest aktywny, uwagę niemowlęcia przyciągają zewnętrzne kontury kształtów, a także nagły odgłos lub zmiana światła w polu widzenia. Jeżeli taki stan będzie się przedłużał, dziecko będzie miało trudności z ignorowaniem bodźców w polu widzenia peryferyjnego i skupianiem się na centralnym polu widzenia. Starsze dziecko będzie często popadało w roztargnienie.
Reakcja wzdrygnięcia objawia się tym, że niemowlę wzrusza ramionami i odwraca głowę, aby sprawdzić źródło niepokoju, a kiedy je rozpozna wraca do swojej czynności
Odruch Moro to jedyny odruch pierwotny, który jest związany w jakiś sposób z każdym ze zmysłów. Pojawia się najwcześniej ze wszystkich odruchów pierwotnych, stanowi fundament życia. Jest niezbędny aby noworodek mógł przeżyć, a z drugiej strony, jeśli nie zostanie zintegrowany w odpowiednim momencie i nie przekształci się w reakcję wzdrygnięcia, będzie to miało dalekosiężne skutki dla dorosłego życia.
Odruch Moro rozwija się w drugiej kolejności po odruchu paraliżującego strachu w czasie życia płodowego. Odruch strachu rozwija się dwutorowo. Jest on podstawą dla rozwoju Moro, a niezależnie od tego utrzymuje się przez całe życie. Chociaż Moro rozwija się na bazie odruchu porażenia strachem, należy je od siebie odróżniać.
Odruch strachu polega na zgięciu kończyn, a podczas reakcji na odruch Moro kończyny prostują się (otwiera się środek ciała) i są przywodzone do ciała (zamyka się środek). Odruchy te są wywoływane przez różne bodźce: odruch Moro przez zmianę pozycji głowy, a odruch strachu przez nagły dźwięk, błysk światła lub dotyk.
Czasami zarówno Moro, jak i odruch strachu spowodowane są przez głośny dźwięk. W takiej sytuacji odruch strachu pojawia się najpierw, a potem dopiero Moro.
Moro musi zostać zintegrowany podczas 3–4 miesiąca życia. Odruch strachu przekształca się w odruch Straussa, który jest obecny przez całe życie. W odpowiedzi na silny bodziec u dorosłego występuje zwykle odruch Straussa – reakcja zaskoczenia lub strachu.
Integracja odruchu Moro z czasem umożliwia wykształcenie się odruchu Landaua, a także obronnej reakcji ucieczki (Bobath, 1967).